# (20738) 1999 XG191
(20738) 1999 XG191 è un asteroide troiano di Giove del campo greco. Scoperto nel 1999, presenta un'orbita caratterizzata da un semiasse maggiore pari a 5,165383 UA e da un'eccentricità di 0,011431, inclinata di 12,517591° rispetto all'eclittica.